# Claus Heinrich von Vieregg
Claus Heinrich (Henrik) von Vieregg (1655 – 14. juli 1713) var en dansk vicestatholder, bror til Volrad Paris von Vieregg.
Han var søn af mecklenburg-güstrowsk gehejmeråd Joachim Heinrich von Vieregg, der 1666-69 stod i dansk tjeneste som generalmajor og kommandant i Glückstadt; moderen var Anna Margrethe f. von Hahn. 1684 blev Vieregg beskikket til kammerjunker hos prins Christian (død 1695) og 1690 til hofmester hos samme. 1694-1703 var han amtmand over Antvorskov og Korsør Amter og havde Antvorskov Ladegård i forpagtning. 1694 udnævntes han til virkelig etatsråd, 1703 til gehejmeråd og det følgende år til deputeret i Generalkommissariatet for Land- og Søetaten, ligesom han blev medlem af kommissionerne i Rådstuen. 1705 fik han Det hvide Bånd, blev 1710 beskikket til amtmand over Vordingborg Amt og var medlem af den samme år nedsatte kommission til amtets overtagelse efter prins Jørgen. Fra oktober 1711 var han tillige direktør i Generalpostamtet, indtil han i juli 1712 udnævntes til vicestatholder i Norge. Han beklædte kun i kort tid denne stilling, idet han allerede 14. juli 1713 afgik ved døden.
Vieregg havde 1690 ægtet Margrethe Lucie von Brockdorff, kammerfrøken hos prinsesse Sophie Hedevig, datter af oberst Henrik Brockdorff til Himmelmark.